# Matthew Beard (attore 1925)
Matthew Beard Jr., detto Stymie (Los Angeles, 1º gennaio 1925 – Los Angeles, 8 gennaio 1981), è stato un attore cinematografico statunitense.
È noto soprattutto per la sua partecipazione come attore bambino al gruppo delle Simpatiche canaglie, dal 1930 al 1935 (tra i 5 e 10 anni d'età).

## Biografia

### L'inizio nelle Simpatiche Canaglie
Figlio di un pastore protestante. Matthew Beard nasce a Los Angeles nel 1925. Quando a 5 anni, nel 1930, entra nel cast del serial cinematografico delle Simpatiche canaglie, ha già alle spalle la partecipazione in ruoli non accreditati in numerose pellicole, inclusi film importanti come Show Boat e Hallelujah (entrambi del 1929). Hal Roach lo chiama come sostituto di Allen "Farina" Hoskins che dal 1922 era il principale attore afroamericano del gruppo. In realtà il personaggio interpretato da Beard, "Stymie" ("Sammy" nel doppiaggio italiano), si ricollegava più al modello di Ernest "Sunshine Sammy" Morrison (1922-24) e Eugene "Pineapple" Jackson (1924-25). Beard aveva un carattere abbastanza calmo, una parlantina leggermente strascicata (e soprattutto nel doppiaggio italiano, più infantile degli altri protagonisti), cercava spesso di rimediare a incredibili guai, spesso finendo con l'accentuarli.

### Nome e personaggio
Il nome Stymie (traduzione: Piccola peste) fu dato a Matthew dal regista della serie Robert F. McGowan perché il bambino combinava sempre guai negli studi e non stava mai fermo a causa del suo carattere curioso e vivace. Si pensi che il nome originario che McGowan aveva in mente per il fanciullo era "Hercules". A completare il personaggio fu l'idea di far indossare a Matthew una bombetta che ricorda i mitici personaggi di Stanlio e Ollio. Infatti fu proprio Stan Laurel a proporre questa iniziativa, dato che di tanto in tanto passava negli studi a lavorare alla sceneggiatura delle comiche.
Come tutti i personaggi allora affidati ad attori afroamericani, "Stymie" aveva tratti fortemente stereotipati e degradanti. Beard ricorderà di esserne stato cosciente fin da bambino, ma di non avere avuto altra scelta: "c'era la Depressione e a casa avevo sette sorelle e sei fratelli". Del resto, con tutti i suoi limiti, la serie delle Simpatiche canaglie era l'ambiente dove allora ad Hollywood si offrissero le condizioni migliori di lavoro ad attori afroamericani. Anche alla madre di Matthew e a tre dei suoi fratelli e sorelle (Bobbie, Rene, Betty Jane) furono offerte occasionalmente alcune parti nella serie.

### Il ritiro dalla serie
Matthew Beard lasciò la serie delle Simpatiche canaglie nel 1935 a soli 10 anni d'età. A sostituirlo fu chiamato nel 1934 Billie "Buckwheat" Thomas il cui personaggio però si ricollegava piuttosto a quello di Allen "Farina" Hoskins. Thomas rimarrà nella serie fino al 1944, diventandone uno dei personaggi più popolari. Beard intanto continuò la carriera di attore bambino nel cinema di Hollywood con una lunga serie di ruoli non accreditati ed alcune parti di maggior rilievo, in Figlia del vento (1938) e Way Down South (1940), consolidando il suo status come uno dei più noti attori bambini afroamericani degli anni trenta, assieme a Paul White, Philip Hurlic e Billie Thomas.
Entrato ormai nell'età dell'adolescenza, a Beard si offrirono negli anni quaranta sempre meno occasioni di lavoro e nessun ruolo di rilievo. Beard cominciò ad avere seri problemi d'alcol e a fare uso di stupefacenti tra cui droga e eroina non avendo mai un impiego stabile. Dopo aver fatto in più occasioni anche esperienza del carcere, Beard decise di cambiare vita, affrontando nel 1966 un periodo di disintossicazione presso un centro specializzato. Negli anni Settanta fu pronto a rientrare nel mondo della spettacolo con parti di supporto al cinema e soprattutto alla televisione. Il suo ultimo ruolo fu nella miniserie East of Eden (trasmessa alla televisione americana nel febbraio 1981, quando l'attore era da poco deceduto).

### La morte
Beard fu colpito da ictus due giorni dopo il suo 56º compleanno, nel gennaio 1981; cadde per una rampa di scale procurandosi lesioni al capo e morì qualche giorno dopo, l'8 gennaio, in seguito a polmonite. All'epoca del decesso abitava a Los Angeles, città in cui è stato poi interrato presso l'Evergreen Cemetery; fu sepolto con la famosa bombetta che aveva indossato per tutta la vita, a partire dai giorni di Stymie.

## Riconoscimenti
- Young Hollywood Hall of Fame (1930's)

## Filmografia parziale

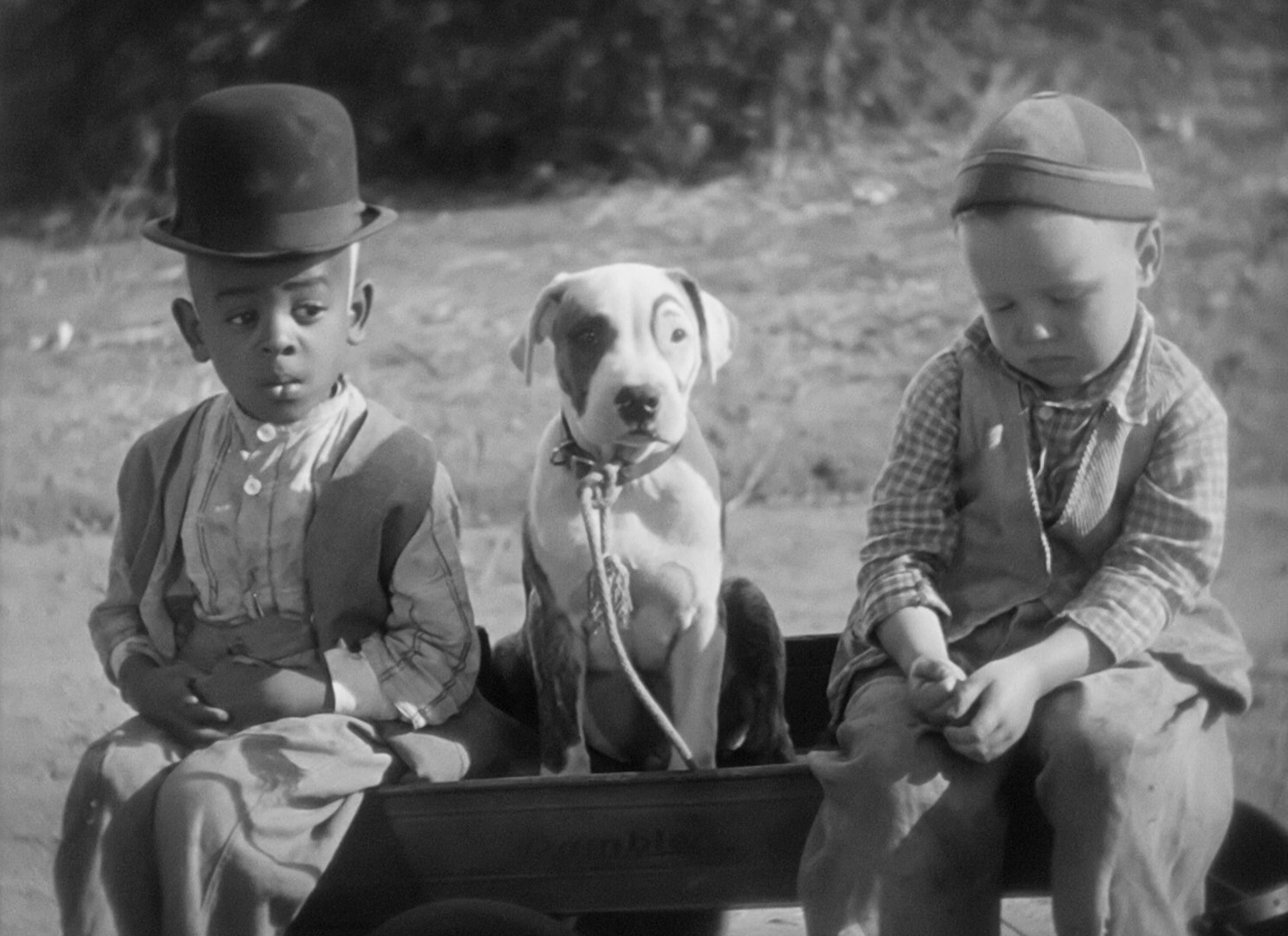
Matthew Beard, Pete the Pup, e Bobby Hutchins in un episodio delle Simpatiche canaglie del 1930

### Cortometraggi
- Simpatiche canaglie (Our Gang) (1930-35)

### Lungometraggi
- Mississipi (Show Boat), regia di Harry A. Pollard (1929)
- Alleluja! (Hallelujah), regia di King Vidor (1929)
- Piccoli G-men (Penrod and Sam), regia di William C. McGann (1937) - non accreditato
- Figlia del vento (Jezebel), regia di William Wyler (1938)
- Fuori da quelle mura (Outside These Walls), regia di Ray McCarey (1939)
- Way Down South (1939)
- Il canto del fiume (Swanee River), regia di Sidney Lanfield (1940)
- La primula rossa del Sud (The Vanquished), regia di Edward Ludwig (1953)

### Televisione
- La valle dell'Eden (East of Eden), miniserie TV (1981)

## "Stymie" Beard
Il personaggio di "Stymie" interpretato da Matthew Beard nella serie delle Simpatiche canaglie dal 1930 al 1935 è stato ripreso numerose volte nei più svariati media:
- The Little Rascals' Christmas Special (1979), cartone animato TV. - La voce di "Stymie" è di Al Fann, mentre il "vero" Stymie, Matthew Beard, da' voce ad un personaggio adulto.
- The Little Rascals (1987), musical diretto da Robert Nigro, con musiche e liriche di Joe Raposo. - Lo spettacolo ando' in scena alla Goodspeed Opera House, nel Connecticut, dal 7 ottobre al 20 dicembre 1987. La parte di "Stymie" fu interpretata da Dulé Hill.
- Piccole canaglie (The Little Rascals), regia di Penelope Spheeris (1994) - Nel film la parte di "Stymie" è interpretata da Kevin Jamal Woods.
- The Little Rascals Save the Day, regia di Alex Zamm (2014) - Nel film la parte di "Stymie" è interpretata da Connor Berry.